# Westbrook (Maine)
Westbrook – miasto w Stanach Zjednoczonych, w stanie Maine, w hrabstwie Cumberland.